# A3高速公路 (克羅地亞)
A3高速公路，又名布雷加納-利波瓦茨高速公路（Autocesta Bregana-Lipovac），是克羅地亞一條高速公路。西起斯洛文尼亞邊境（连接该国的A2高速公路），經首都薩格勒布，穿越斯拉沃尼亞地區，東至塞爾維亞邊境（连接该国的A3高速公路）。
公路始建於1977年，2006年全線通車。全長307公里。
公路是歐洲E65、E70和E71公路的一部份。